# Dolophilodes ornata
Dolophilodes ornata is een schietmot uit de familie Philopotamidae. De soort komt voor in het Oriëntaals en het Palearctisch gebied.